# Aladár Kovácsi
Aladár Kovácsi (n. 11 decembrie 1932, Budapesta, Regatul Ungariei – d. 8 aprilie 2010, Budapesta, Ungaria) a fost un sportiv ce a reprezentat Ungaria, medaliat olimpic. A participat la o ediție a Jocurilor Olimpice (1952) în care a câștigat o medalie de aur.

## Participări
Lista de mai jos prezintă principalele competiții la care a participat Aladár Kovácsi de-a lungul carierei.
- Nykyaikainen viisiottelu kesäolympialaisissa 1952[*]